# Christoph Meissl
Christoph Meissl (5 gennaio 2000) è uno sciatore alpino austriaco.

## Biografia
Originario di Bischofshofen e attivo in gare FIS dall'agosto del 2016, Meissl ha esordito in Coppa Europa il 17 dicembre 2020 in Val di Fassa in slalom speciale, senza completare la prova. Non ha debuttato in Coppa del Mondo né ha preso parte a rassegne olimpiche o iridate.

## Palmarès

### Coppa Europa
- Miglior piazzamento in classifica generale: 179º nel 2024

### Far East Cup
- Vincitore della Far East Cup nel 2025
- 4 podi:
  - 3 vittorie
  - 1 secondo posto

#### Far East Cup - vittorie
| Data             | Località       | Paese         | Specialità |
| ---------------- | -------------- | ------------- | ---------- |
| 7 febbraio 20125 | Alpensia       | Corea del Sud | SL         |
| 28 febbraio 2025 | Sugadairakogen | Giappone      | SL         |
| 6 marzo 2025     | Hakuba         | Giappone      | SL         |

Legenda:

SL = slalom speciale

### Campionati austriaci
- 2 medaglie:
  - 2 bronzi (slalom speciale nel 2020; slalom speciale nel 2022)